# Turka (SIMC 0507101)
Turka – osada leśna w Polsce, położona w województwie mazowieckim, w powiecie ostrowskim, w gminie Brok.
W latach 1975–1998 miejscowość administracyjnie należała do województwa ostrołęckiego.

## Osady leśne o nazwie Turka w gminie Brok
W gminie Brok istnieją dwie miejscowości podstawowe typu osada leśna o nazwie Turka. Niniejszy artykuł dotyczy osady leśnej, która posiada identyfikator SIMC 0507101. Drugą z nich jest osada Turka, która posiada identyfikator SIMC 0507118.